# Chalet Antoine-Dubuc
Le chalet Antoine-Dubuc, aussi appelé Pavillon Antoine-Dubuc, est un établissement patrimonial construit en 1956 dans la municipalité du Mont-Valin.

## Voir plus